# フォーリベーテ郡

フォーリベーテ郡
Fòlibète

フォーリベーテ郡（フォーリベーテぐん、ハイチ語: Fòlibète）またはフォールリベルテ郡（フランス語: Fort-Liberté）は、ハイチ北東県北中部の郡。西にトゥウ・ディノー郡、南にヴァリエ郡、南東にワナマント郡、北東にドミニカ共和国ダハボン州、モンテ・クリスティ州と接し、北はフォーリベーテ湾で大西洋に臨む。
北東にフェリエ、南北にフォーリベーテ（フォールリベルテ）、南西にペシュの3つのコミーンが置かれている。郵便番号は21から始まる。

## 脚註
1. 1 2  “Haiti: administrative units, extended”.   GeoHive.com. 2016年10月5日時点のオリジナルよりアーカイブ。2021年8月10日閲覧。
2. ↑  “POPULATION TOTALE, POPULATION DE 18 ANS ET PLUS MÉNAGES ET DENSITÉS ESTIMÉS EN 2015” (pdf).   Institut Haïtien de Statistique et d’Informatique (IHSI). pp. 16 - 17 (2015年3月). 2021年8月10日閲覧。